# Bad Säckingen (stacja kolejowa)
Bad Säckingen – stacja kolejowa w Bad Säckingen, w kraju związkowym Badenia-Wirtembergia, w Niemczech. Posiada 2 perony.

## Połączenia
Na stacji zatrzymują się pociągi Regionalbahn i Interregio-Express.
Połączenia (stacje końcowe):
- Bazylea
- Friedrichshafen
- Lauchringen
- Radolfzell am Bodensee
- Singen (Hohentwiel)
- Ulm
- Waldshut-Tiengen